# Fantasme originaire
 (mars 2019).
Si vous disposez d'ouvrages ou d'articles de référence ou si vous connaissez des sites web de qualité traitant du thème abordé ici, merci de compléter l'article en donnant les références utiles à sa vérifiabilité et en les liant à la section « Notes et références ».
En psychanalyse, on appelle fantasmes originaires (Urphantasien en allemand) des scénarios imaginaires, d'ordre inconscient, liés à l'enfance et constitutifs du psychisme.

## Définition
Les mythes, comme certains rêves, mettent en scène des images archaïques, que les premières expériences de la cure analytique ont identifié comme essentielles en tant qu’organisatrices de la vie fantasmatique et comme indifférentes aux expériences personnelles de chacun[réf. nécessaire].

## Histoire du concept
Dans l'histoire de la psychanalyse, l'origine des « fantasmes originaires » a fait l’objet d’un large débat qui opposa Freud à certains de ses élèves parmi les premiers psychanalystes. 

### Genèse de la notion de « fantasme originaire » chez Freud
À l'origine de la notion de « fantasmes originaires » chez Freud, se trouve d'abord celle de « Urszenen » (« scènes originaires »).
Jean Laplanche et J.-B. Pontalis attirent l'attention sur le fait que certains événements premiers vécus « sont désignés du nom de scènes », parmi lesquelles Freud va « dégager […] des scénarios typiques et en nombre limité » : ce sont les « fantasmes originaires » (Urphantasien), le mot apparaissant chez Freud dans un écrit de 1915. Les auteurs du Vocabulaire de la psychanalyse soulignent que ces fantasmes originaires « se rencontrent de façon très générale chez les êtres humains, sans qu'on puisse en chaque cas invoquer des scènes réellement vécues » : La scène originaire sera l'un des thèmes de ces fantasmes originaires, à côté d'autres thèmes comme la castration et la séduction.

### Débat avec Jung
Selon Jung, les « fantasmes originaires » tels que Freud les définit, correspondent à des archétypes, c’est-à-dire des images composant l’inconscient collectif.
Freud contestait la pertinence de cette notion jungienne : si les mythes, les rêves, peuvent exprimer symboliquement des fantasmes universels, les images elles-mêmes ne peuvent constituer un patrimoine héréditaire.[réf. nécessaire]

## Principaux fantasmes originaires

### Scène de séduction
La scène de séduction, élaborée par Freud dans sa compréhension de l'hystérie, est l'explication imaginaire de l'origine de la sexualité. 
Dans un premier temps, Freud voit l'origine de ce fantasme imaginaire dans la scène réelle d'un viol subi dans l'enfance, ce qui l'amene à considérer le viol comme très fréquent. Il revient plus tard sur la pertinence d'une telle conception. Sándor Ferenczi s'interroge sur ce renoncement, pensant que cette scène peut bien, dans certains cas, avoir pour origine une expérience authentique.

### Scène originaire
La scène originaire (ou scène primitive) décrit un rapport sexuel entre les parents du sujet, que le sujet apercevrait en l'interprétant comme agression de la mère par le père. 

### Fantasme de castration
Le fantasme de castration est un fantasme originaire (idée inconsciente commune à l'ensemble des humains) selon lequel tout individu est primitivement pourvu d'un pénis, la petite fille apparaissant alors comme ayant été castrée.
La femme vivrait donc, inconsciemment, dans l'angoisse d'avoir été castrée et l'homme dans celle du risque d'être castré : tout le comportement féminin est motivé par le désir inconscient de récupérer le pénis perdu (qui se traduit dans le conscient par une volonté floue de combler un manque) ; celui de l'homme est, lui, motivé par le désir inconscient de préserver son membre viril (désir qui se traduit dans le conscient par une “lutte d'honneur” contre tout risque d'amputation de son intégrité).[réf. souhaitée]
Freud voit l'origine de ce fantasme dans un fait réel survenu dans la petite enfance : c'est en constatant la différence anatomique des sexes et en s'interrogeant sur l'origine de cette différence que l'enfant élabore le fantasme de castration, puis acquiert l'angoisse qui en découle.

### Vie intra-utérine
La vie intra utérine est d'abord comprise comme « paradis perdu ». Sandor Ferenczi théorise plusieurs stades de toute-puissance, dont celui de toute-puissance réelle : la vie fœtale.